# عبد الهادي سعدون
عبد الهادي سعدون كاتب وشاعر ومترجم عراقي ولد في بغداد 1968م، وهو باحث ومترجم مختص باللغة والأدب الأسباني. غادر إلى أسبانيا منذ عام 1995م لنيل درجة الدكتوراه في الآداب والفلسفة، واستقر فيها.

## العمل
- أستاذ اللغة العربية والأدب بجامعة مدريد المركزية (كومبلتنسه).
- أسس مع القاص والروائي محسن الرملي دار ألواح التي تعنى بالنشر باللغة العربية في عام 1997، وصدر عنها مجلة (الواح) الفصلية التي تعنى بالفكر والثقافة.
- يدير سلسلة (آلفالفا – ALFALFA) للإصدارات الأدبية والفكرية العربية باللغة الإسبانية، والتي بدأت نشاطها الثقافي بداية عام 2006. كتب وأخرج فيلمه القصير الأول بعنوان (مقبرة) عام 2006.
- تُرجم العديد من نصوصه ونُشرت في كتب ومجلات ودوريات مختلفة إلى عدة لغات كالإسبانية، والإنجليزية، والفرنسية، والألمانية، والكاتلانية، والغاليثية، والإيطالية، والمقدونية، والصربية.
- نقل للغة العربية أكثر من عشرين كتابًا في الشعر، والرواية، والنقد لأهم كتاب إسبانيا وأميركا اللاتينية.
- أشرف على ترجمة أربعة كتب وأنطلوجيات شعرية وقصصية عربية وعراقية من اللغة العربية إلى اللغة الإسبانية.
- حلمه أن يترجم عيون الكتب العربية إلى الإسبانية، ومن أجل ذلك عمل كمستشار أدبي في دار نشر «بيربوم» الإسبانية وساهم في إخراج أكثر من 15 كتابا مترجما إلى الإسبانية ضمن سلسلة آداب عربية منذ عام 2013، ومن ضمنها كتاب «ألف ليلة وليلة» الذي حصل على جائزة الترجمة الوطنية 2017.[2][3][4]

## الجوائز
- جائزة أنطونيو ماتشادو للإبداع الأدبى بأسبانيا عن كتابه الشعري «دائما» عام 2009.[1]
- جائزة مدينة سلمنكا عن مجمل أعماله الأدبية.[1]
- وسام الاستحقاق من المنتدى العربي الإسباني، الذي يمنحه الصندوق الشعري العالمي (FPI) سنوياً للشخصيات المؤثرة في إسبانيا من غير الإسبانيين.[5]

## النتاج الأدبي
تنوع النتاج الأدبي للكاتب بين كتابة الرواية والقصة والشعر وبين الترجمة، صدر له:

### المؤلفات
| الكتاب                                         | اللغة   | الناشر                      | السنة   | عدد الصفحات | الرقم الدولي         | المصدر |
| ---------------------------------------------- | ------- | --------------------------- | ------- | ----------- | -------------------- | ------ |
| مذكرات كلب عراقي                               | العربية | دار ثقافة                   | 2012    | 173         | (ردمك 9789948446286) | [ 7 ]  |
| توستالا                                        | العربية |                             | 2014    |             |                      | [ 8 ]  |
| رقة ماء يتبدد بين الأصابع - أنطولوجيا شعرية    | العربية | مركز الملك فيصل             | 2017    | 173         | (ردمك 9786039084143) | [ 9 ]  |
| مائة قصيدة وقصيدة من الشعر الإسباني الجديد     | العربية | دار أزمنة                   | 2005    | 117         | لا يوجد              | [ 10 ] |
| كنوز غرناظة                                    | العربية | H.H.Sheikha fatima          | لا يوجد | لا يوجد     | لا يوجد              | [ 11 ] |
| الرجل الزجاجي                                  | العربية | دار الرافدين                | 2020    | 64          | (ردمك 8496428419)    | [ 12 ] |
| الأغاني الغجرية                                | العربية | الهيئة العامة لقصور الثقافة | لا يوجد | 112         | (ردمك 9871165293)    | [ 13 ] |
| "اليوم يرتدي بدلة ملطخة بالأحمر" (قصص)         | العربية | لا يوجد                     | 1996    | لا يوجد     | لا يوجد              | [ 14 ] |
| إنتحالات عائلة                                 | العربية | دار أزمنة                   | 2002    | لا يوجد     | لا يوجد              | [ 15 ] |
| هذه هي الوردة                                  | العربية | مؤسسة أروقة                 | 2018    | 465         | (ردمك 9789777741583) | [ 16 ] |
| عصفور الفم                                     | العربية | لا يوجد                     | 2005    | لا يوجد     | لا يوجد              | [ 1 ]  |
| تقرير عن السرقة (رواية)                        | العربية |                             | 2020    |             |                      | [ 17 ] |
| متنزه الحريم (رواية)                           | العربية | دار شهريار                  | 2022    |             |                      | [ 18 ] |
| عيسى حسن الياسري: أبواب العودة وأبواب الانتظار | العربية | دار خطوط وظلال              | 2022    |             |                      | [ 19 ] |
| سينما بيدرو ألمودوبار                          | العربية | دار جسور                    | 2023    |             |                      | [ 1 ]  |

### الترجمات
| الكتاب                                                        | المؤلف               | السنة | مصدر   |
| ------------------------------------------------------------- | -------------------- | ----- | ------ |
| قصص من أميركا اللاتينية                                       | مجموعة كتاب          | 1999  |        |
| من سيتجول في حديقتي                                           | خوان رامون خمينث     | 2008  | [ 20 ] |
| بارتلبي وأصحابه                                               | أنريكه بيلا ماتاس    | 2010  | [ 21 ] |
| ابتهالات الحاج: أو رحلة الموريسكي الاخير إلي مكة المكرمة      | مجهول                | 2011  |        |
| آي.. كارميلا                                                  | خوسية سانشيس         | 2012  | [ 22 ] |
| عزيزي الصمت                                                   | لويس مانيوث          | 2012  |        |
| قلب ناصع البياض                                               | خابيير مارياس        | 2014  | [ 23 ] |
| لا ثاريّو: أو حياة لا ثاريو دي تورميس وحظوظه ومصائبه           | مجهول                | 2019  | [ 24 ] |
| مسافر خفيف المتاع                                             | أنطونيو ماتشادو      | 2019  |        |
| لا شفاه لك أيها الطير: الخمسة الكبار في الشعر الإسباني الحديث | مجموعة شعراء         | 2019  |        |
| حكايات غجر إسبانيا الشعبية                                    | خابير آسينسيو غارثيا | 2019  |        |
| عين زجاجية                                                    | ميرين آغور ميابي     | 2020  | [ 25 ] |
| عين بلا صاحب                                                  | فكتور رودريغث نونيث  | 2020  | [ 26 ] |
| رينكونيته وكورتاديو                                           | ميغل د ثربانتس       | 2020  |        |
| صحراء وذهب (منتخبات شعرية)                                    | مرثيدس روفي          | 2021  |        |
| حاشية ذهبية لنجمة بعيدة                                       | غوستافو أدولفو بيكر  | 2021  |        |
| العجوز الغيور                                                 | ميغل د ثربانتس       | 2021  | [ 27 ] |
| جزيرة القبعة                                                  | خوان كارلوس دي سانشو | 2021  | [ 28 ] |